# Wanted (filme de 1967)
Wanted (Brasil: Minha lei é matar ou morrer / Portugal: O perseguido) é uma produção cinematográfica do subgênero Western spaghetti, de 1967, dirigida por Giorgio Ferroni (creditado como Calvin Jackson Padget) e estrelada por Giuliano Gemma. Também foi exibida na TV brasileira com o nome de O procurado.Originalmente em Totalscope.

## Sinopse
Gary Ryan (Gemma), xerife de Greenfield, anda às voltas com roubo de gado. O fazendeiro Gold (Marquand) compra as cabeças roubadas pelo pistoleiro Lloyd (Cobos), que comete um assassinato e denuncia Gary como culpado, levando-o ao cárcere e tomando seu lugar na delegacia. 

## Elenco
- Giuliano Gemma - Gary Ryan
- Germán Cobos - Martin Heywood (como German Cobos)
- Teresa Gimpera - Evelyn
- Serge Marquand - Frank Lloyd
- Daniele Vargas - Gold, o prefeito
- Gia Sandri - Cheryl
- Nello Pazzafini - Padre Carmelo